# Vila Inca
Vila Inca é um bairro do município brasileiro de Magé, no estado do Rio de Janeiro. O Bairro, que fica as margens da rodovia BR-116/RJ, é um desmembramento do bairro Iriri, criado com o loteamento da antiga Fazenda Iriry, que pertenceu ao capitão-mor da cidade, Domingos Vianna de Castro.